# 戊二酰氯
戊二酰氯（英語：或）是一种有机化合物，化学式为C5H6Cl2O2或(CH2)3(COCl)2，是戊二酸的二酰氯衍生物，常温下为无色液体，具有酰氯的通性。